# Gare de Lus-la-Croix-Haute
Gare de Lus-la-Croix-Haute – stacja kolejowa w Lus-la-Croix-Haute, w departamencie Drôme, w regionie Owernia-Rodan-Alpy, we Francji.
Jest zarządzana przez Société nationale des chemins de fer français (SNCF) i obsługiwana przez pociągi TER Rhône-Alpes.

## Położenie
Znajduje się na linii Lyon – Marsylia, w km 211,807, na wysokości 1 014 m n.p.m.

## Linie kolejowe
- Lyon – Marsylia